# Counozouls
Counozouls (okzitanisch Conòsols) ist eine französische Gemeinde mit 56 Einwohnern (Stand 1. Januar 2022) in der Verwaltungsregion Okzitanien (vor 2016 Languedoc-Roussillon), im Département Aude, im Arrondissement Limoux und im Kanton La Haute-Vallée de l’Aude. Die Einwohner werden Conouzals genannt.

## Geographie

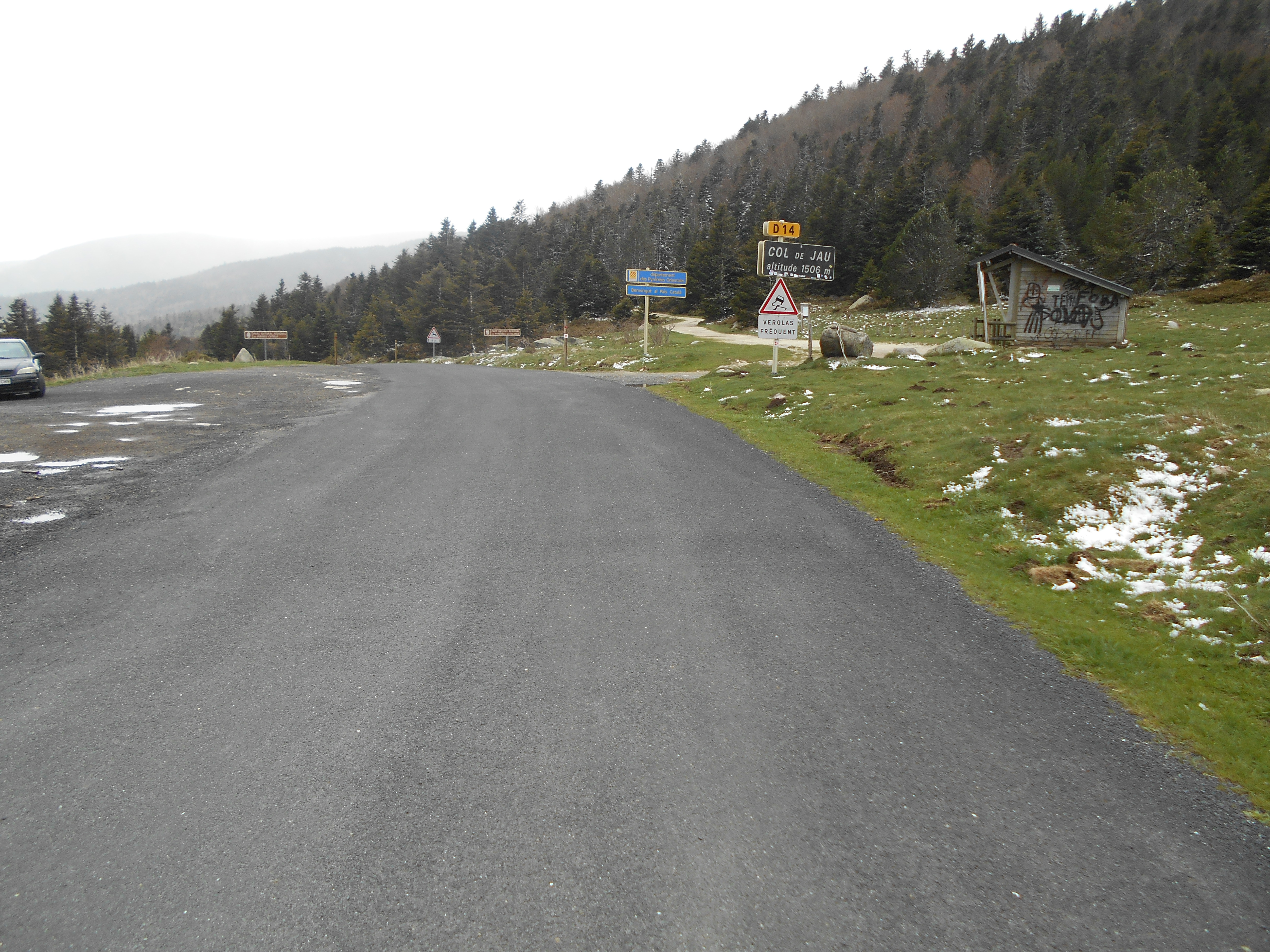
1506 m hoher Pass Col de Jau

Counozouls liegt etwa 60 Kilometer westlich von Perpignan am Flüsschen Aiguette in den Pyrenäen. Im Süden grenzt die Gemeinde an das Département Pyrénées-Orientales. Zwischen den Berggipfeln des Pic Dourmidou (1843 m) und des Pic du Bernard Sauvage (2423 m) führt der Straßenpass Col de Jau (1506 m) nach Süden.
Nachbargemeinden sind Sainte-Colombe-sur-Guette im Norden, Mosset im Osten und Süden, Le Bousquet im Westen sowie Roquefort-de-Sault im Westen und Nordwesten.

## Bevölkerungsentwicklung
| Jahr                       | 1962 | 1968 | 1975 | 1982 | 1990 | 1999 | 2006 | 2019 |
| -------------------------- | ---- | ---- | ---- | ---- | ---- | ---- | ---- | ---- |
| Einwohner                  | 102  | 78   | 65   | 55   | 52   | 41   | 46   | 50   |
| Quellen: Cassini und INSEE |      |      |      |      |      |      |      |      |

## Sehenswürdigkeiten
- Grand Menhir von Counozouls, der größte Menhir in Südfrankreich, 8,9 m hoch und etwa 50 Tonnen schwer
- Kirche Saint-Valentin

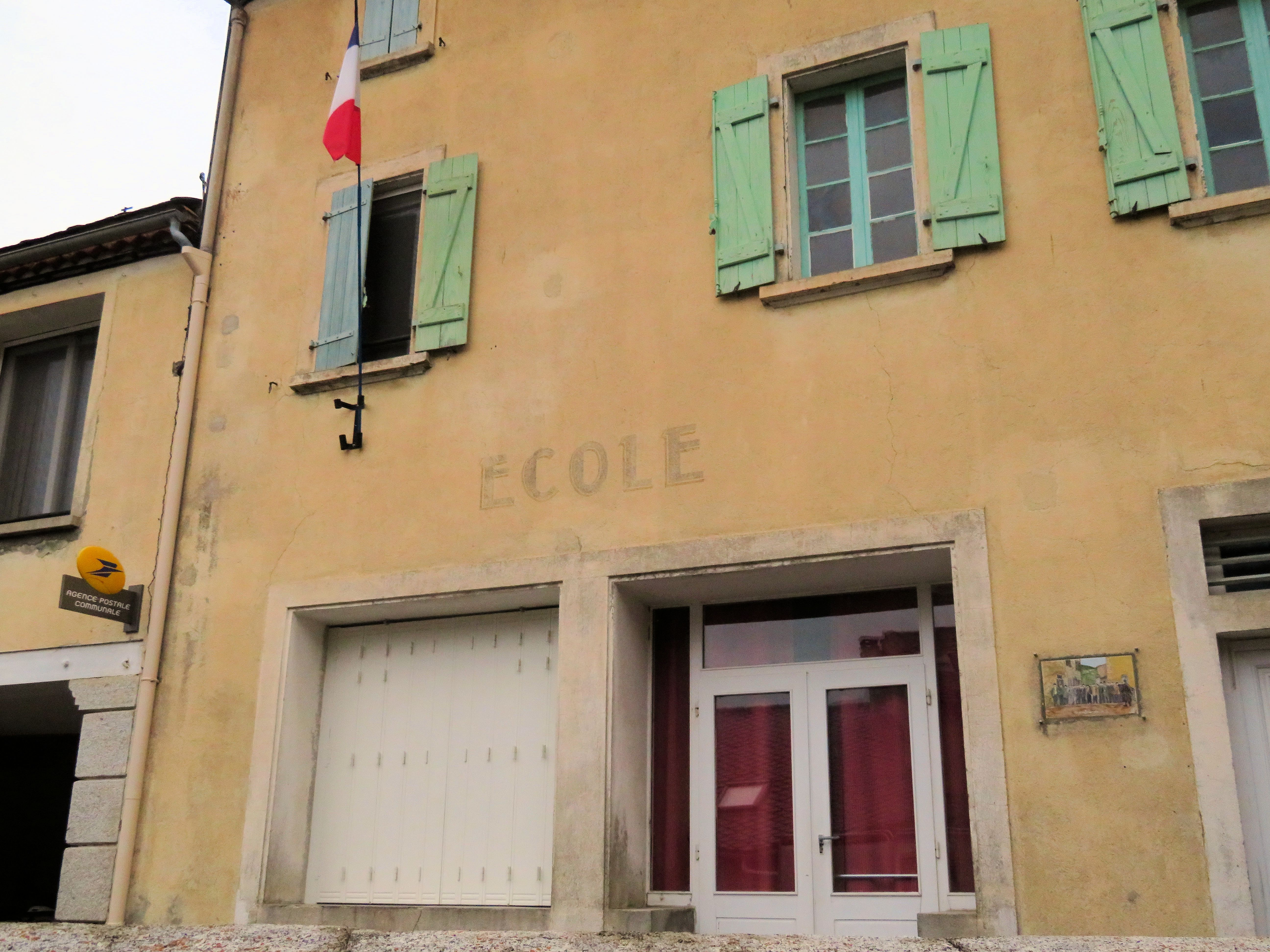
Mairie (ehemalige Schule)
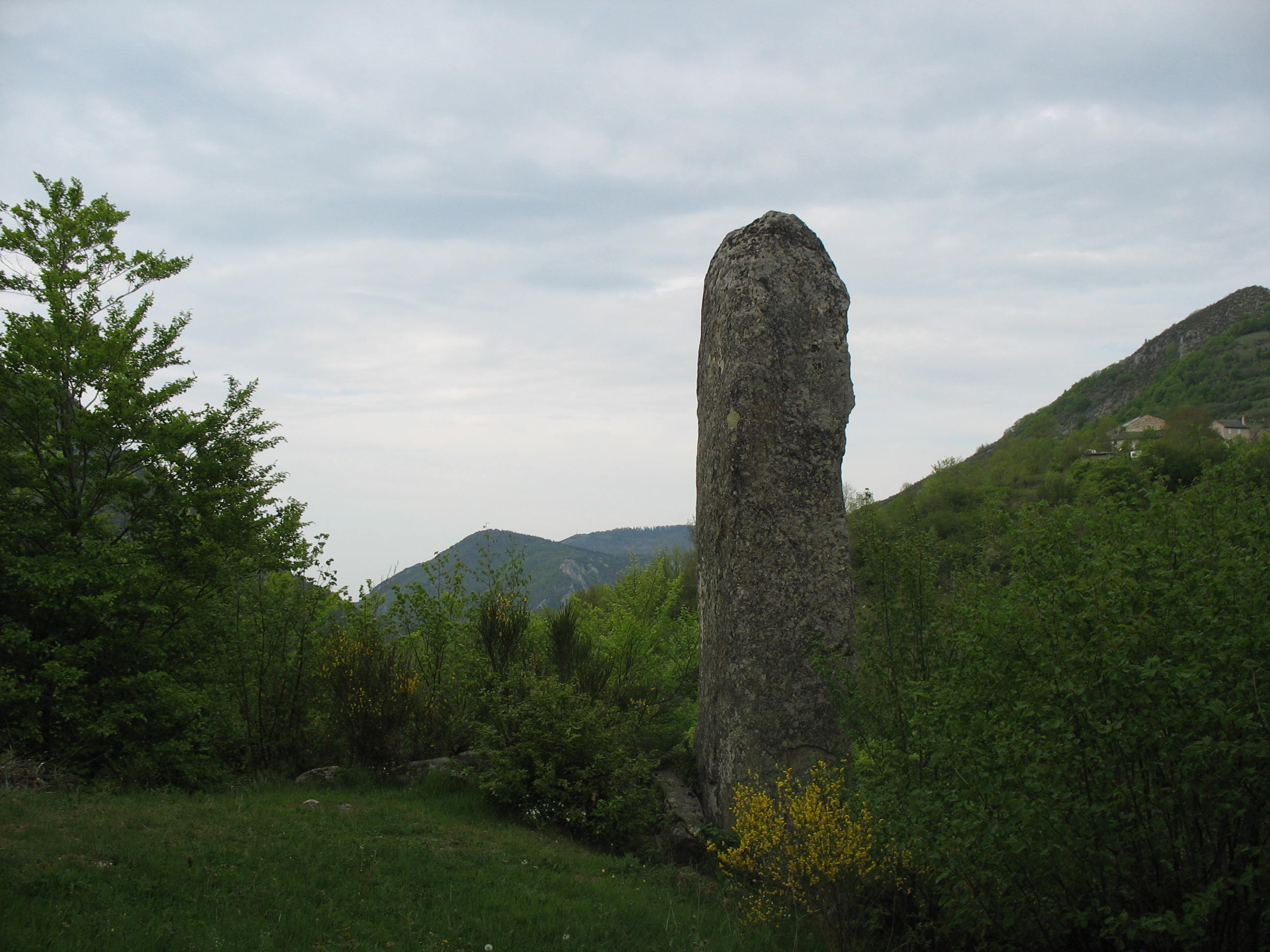
Grand Menhir von Counozouls
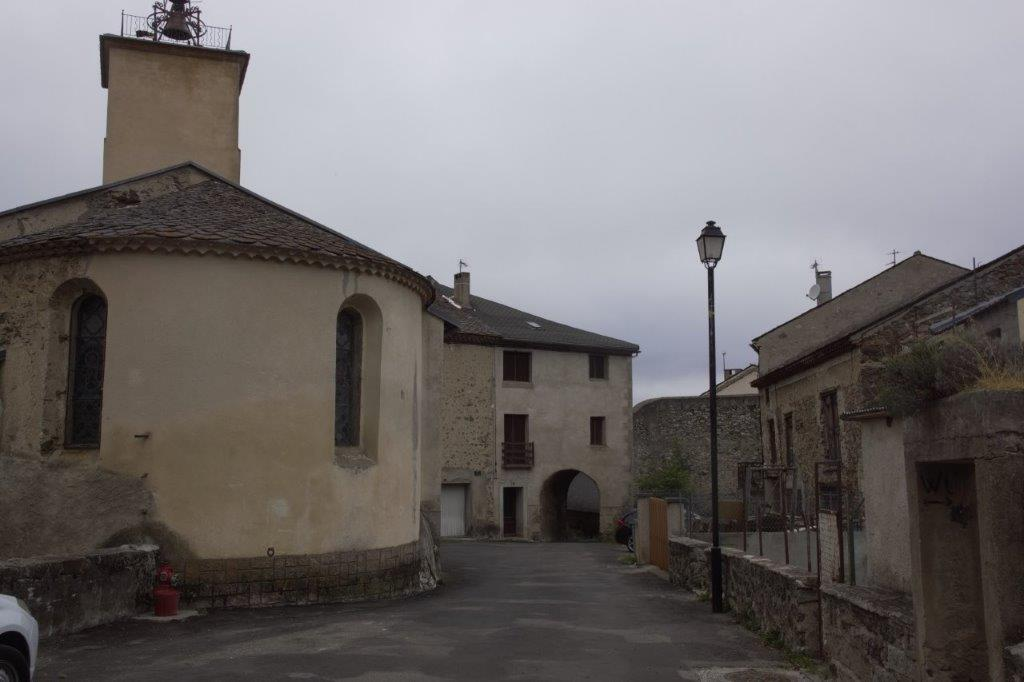
Kirche Saint-Valentin